# Sideritis ozturkii
Sideritis ozturkii là một loài thực vật có hoa trong họ Hoa môi. Loài này được Aytaç & Aksoy mô tả khoa học đầu tiên năm 2000.